# コール・オルドリッチ
コール・オルドリッチ（Cole David Aldrich, 1988年10月31日 - ）はアメリカ合衆国ミネソタ州バーンズビル出身の元バスケットボール選手。ポジションはセンター。

## 学生時代

### 高校
高校はミネソタ州ミネアポリスのブルーミントン・ジェファーソン高校に進学。2006年にはマクドナルドオールアメリカンに選出された。

### カンザス大学
大学は名門カンザス大学に進学。1年目の2007-08シーズン、チームはブランドン・ラッシュやマリオ・チャルマーズなど後にNBA入りする選手が多くおり、オルドリッチはダレル・アーサーやダーネル・ジャクソンの控えとしてプレイした。その年のNCAAトーナメントでは、カンザス大学はファイナル4に進出し、タイ・ローソン、ダニー・グリーン、タイラー・ハンズブローなどを擁するノースカロライナ大学と対戦。この試合で、オルドリッチはエースのハンズブローの守備を任され、16分間の出場で8リバウンド4ブロックと期待に応えた。この試合でノースカロライナ大学を破り決勝に進出。決勝ではデリック・ローズを擁するメンフィス大学を破り、NCAA優勝を果たした。
2年目の2008-09シーズンは、チームの主力に成長。平均29.7分間の出場で平均15.1得点10.8リバウンドを記録し、BIG12オールカンファンレスのファーストチームに選出され、3年目の2009-10シーズン、アカデミック・オールアメリカンに選出された。4年生には進級せず、2010年のNBAドラフトにアーリーエントリーを表明した。オルドリッチが大学在籍の3年間、カンザス大学の本拠地アレン・フィールドハウスでの試合では55勝0敗という記録を打ち立てた。

## NBAキャリア

### オクラホマシティ・サンダー
2009年のNBAドラフトにおいて、ニューオーリンズ・ホーネッツから全体11位指名を受け、直ぐにオクラホマシティ・サンダーへトレードに出された。ルーキーシーズンの2010-11シーズンは、NBAの下部組織であるNBADLのタルサ・シックスティシクサーズへ降格とサンダーへの昇格を繰り返すなど、2年目以降も安定した出場機会を得ることは出来なかった。

### ヒューストン・ロケッツ
2012年10月、ジェームス・ハーデンを中心としたトレードでヒューストン・ロケッツに移籍。

### サクラメント・キングス
2013年2月、トレードでサクラメント・キングスに移籍。

### ニューヨーク・ニックス
2013年9月24日、ニューヨーク・ニックスに移籍した。

### ロサンゼルス・クリッパーズ
2015年7月10日、ロサンゼルス・クリッパーズに移籍した。

### ミネソタ・ティンバーウルブズ
2016年7月3日、ミネソタ・ティンバーウルブズと3年2200万ドルの契約を結んだ。